# St. Michael (Pfronten)
St. Michael ist die Kirche des Pfrontener Ortsteils Steinach. Sie ist eine Filiale der Pfarrkirche St. Nikolaus in Pfronten-Berg.

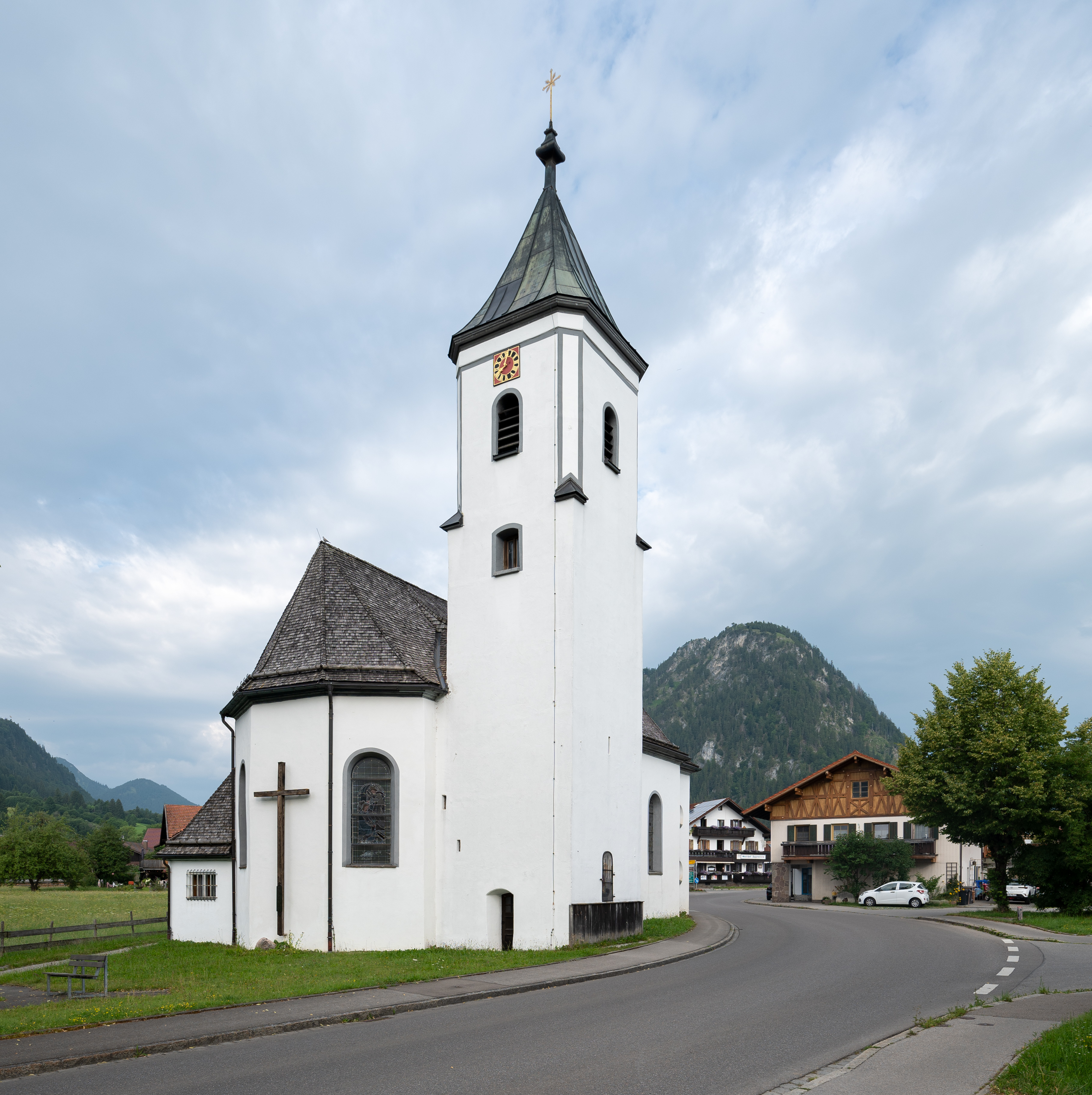
Filialkirche St. Michael

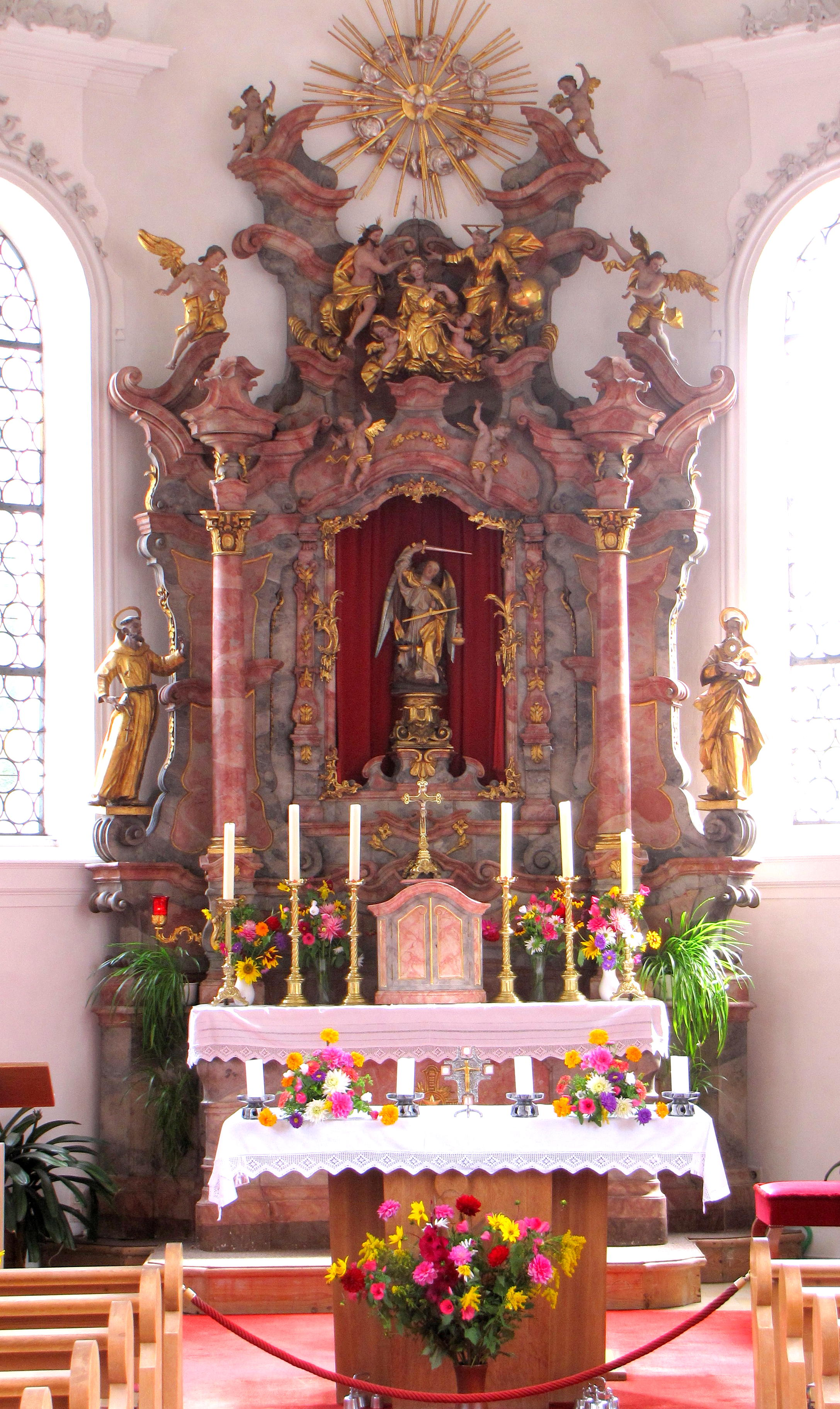
Hochaltar in St. Michael

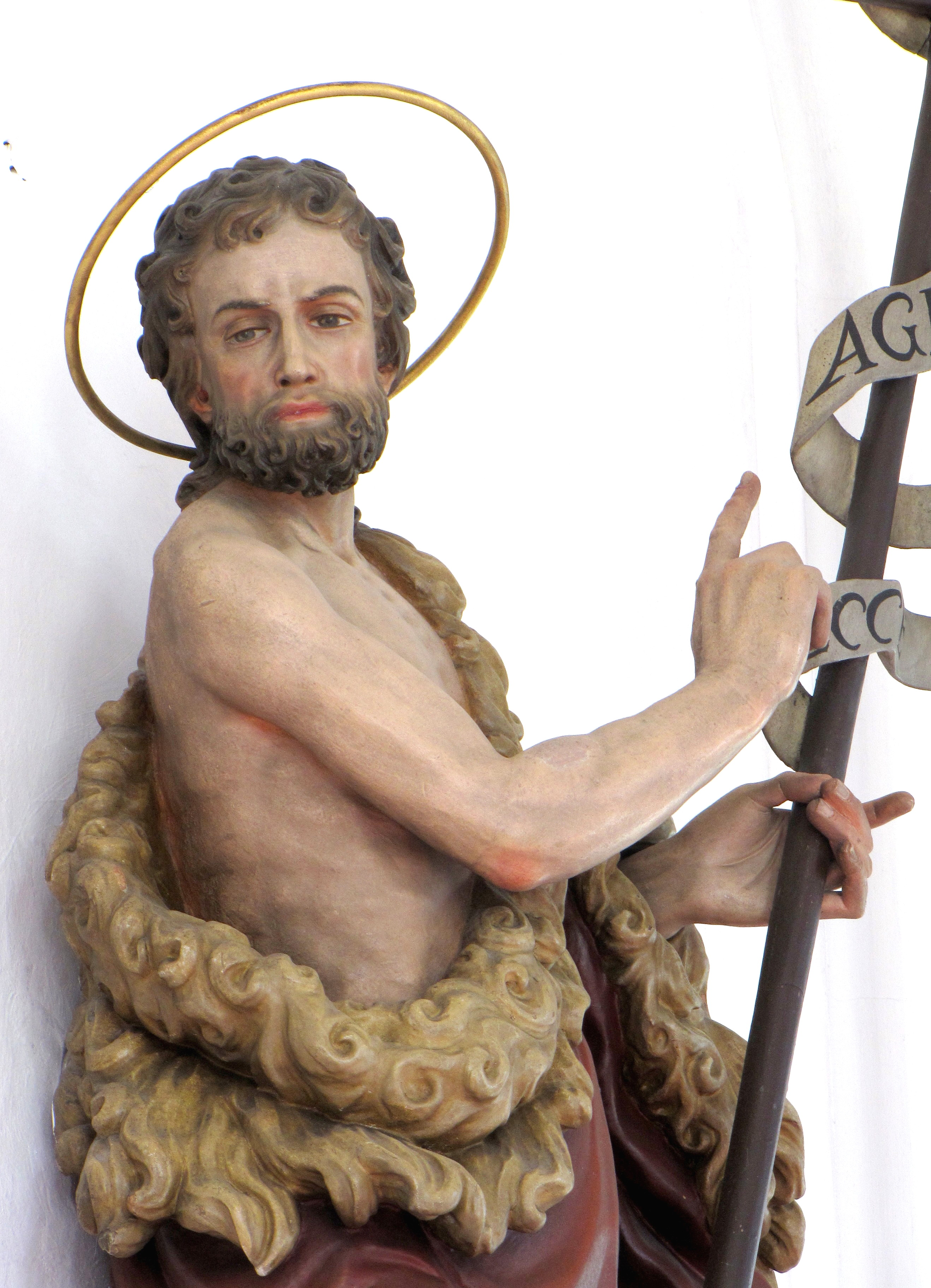
Hl. Johannes der Täufer

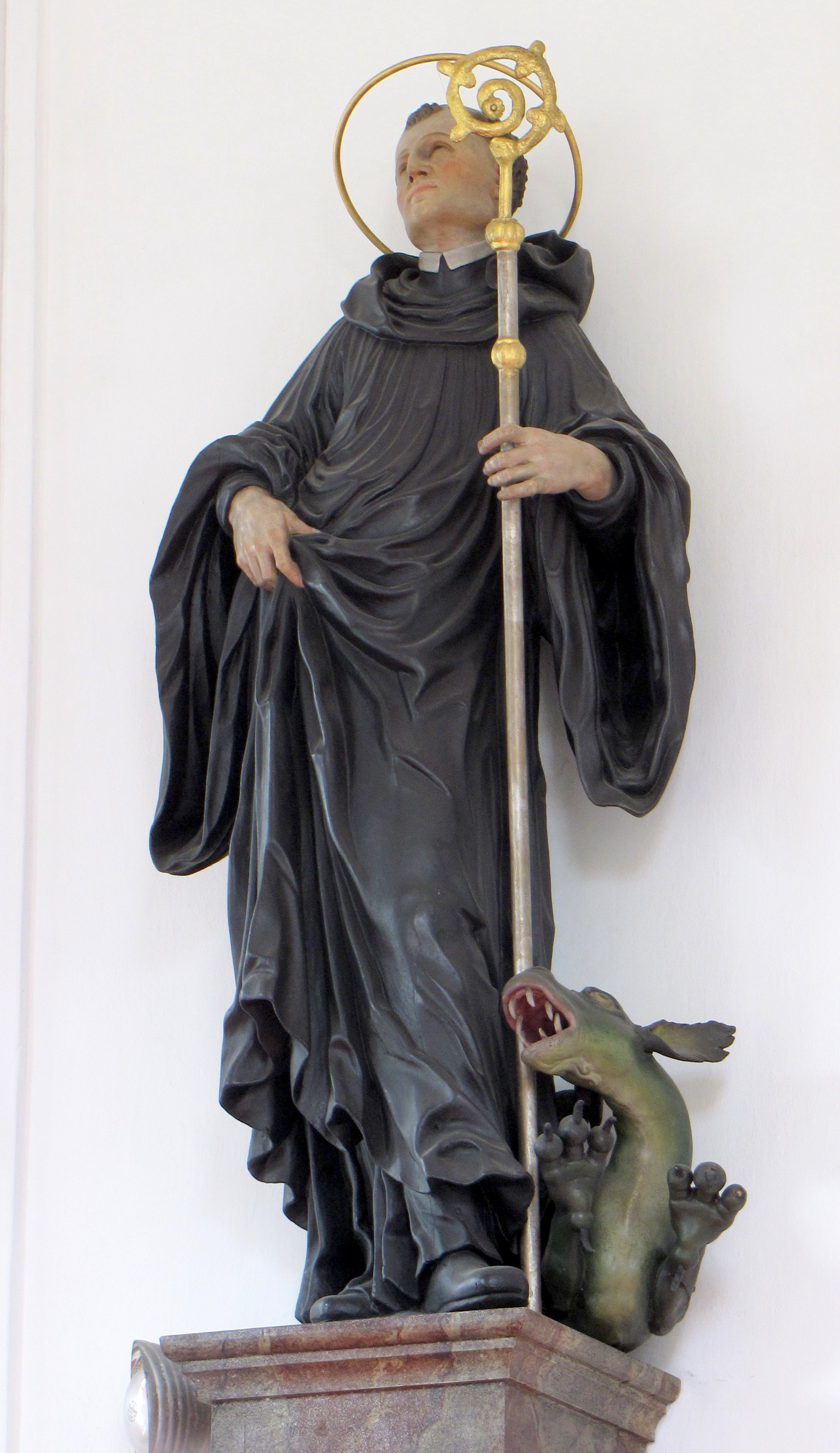
Hl. Magnus

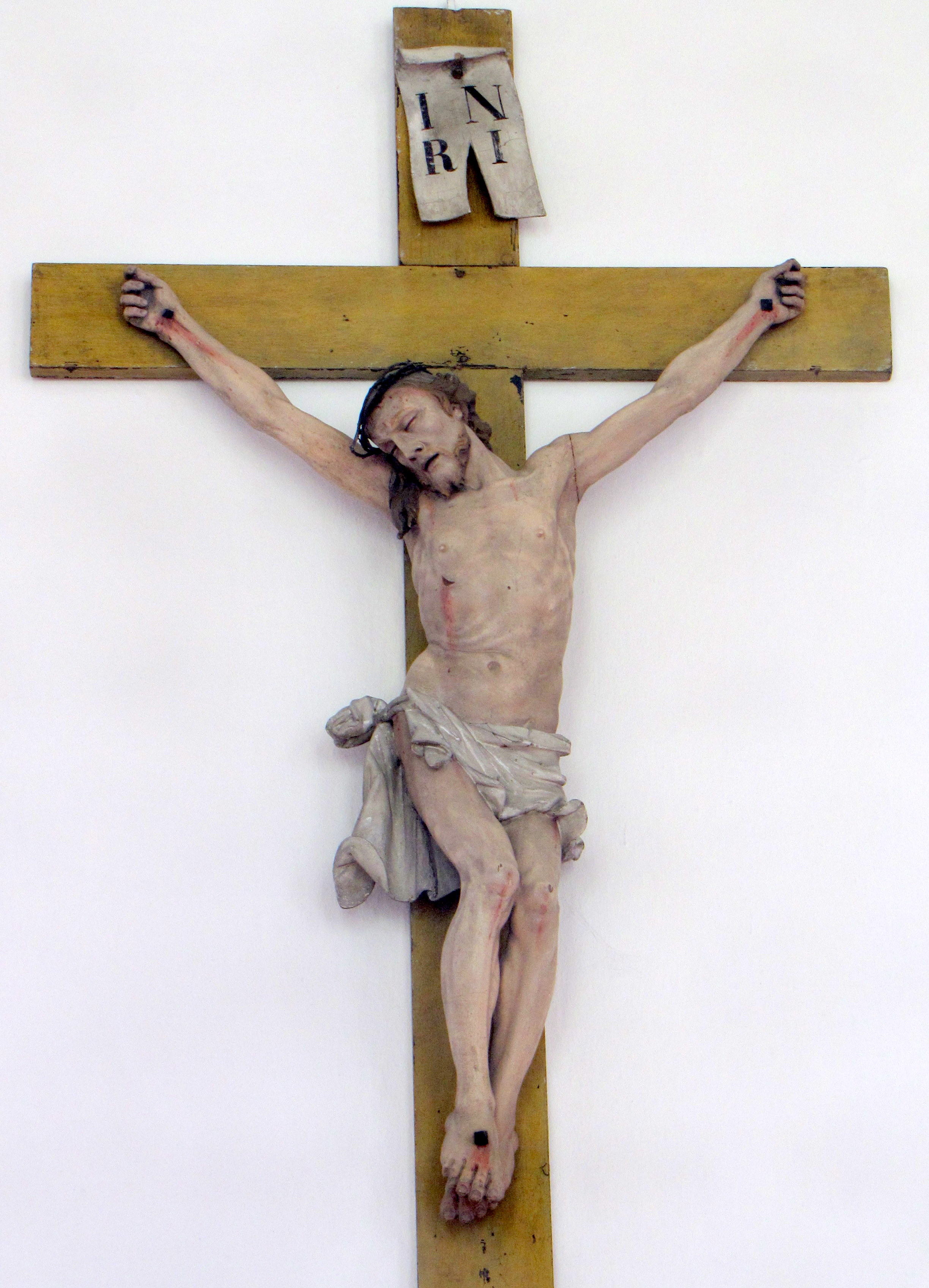
Kruzifix

## Geschichte
Der Pfrontener Ortsteil Steinach wird 1398 zum ersten Mal genannt. Es ist zu vermuten, dass es schon damals dort ein Gotteshaus gegeben hat. Auch das Patrozinium St. Michael weist auf ein hohes Alter der Kirche hin.
Die Grundmauern dieser Kirche konnten 1968 beobachtet werden, als der Fußboden erneuert wurde. Dabei zeigte sich, dass der Bau durchgehend die Breite des jetzigen Chorraumes hatte und fast zweimal so lang war. Langhaus und Chor trennte ein nach innen vorspringender Bogen. Ein alter Estrich wurde in 48 cm Tiefe aufgedeckt und auch die Brüstungen der früher schmäleren Fenster lagen um 1 m tiefer.

## Bau
Die Kirche erhielt ihr heutiges Aussehen 1781, als sie vom Baumeister Joseph Anton Geisenhof und Zimmermeister Johann Georg Hörmann, beide aus Pfronten-Meilingen, um 7 Schuh (ca. 2,10 m) verbreitert und um 12 Schuh (ca. 3,60 m) verlängert wurde. Nur 1947 ist die Kirche noch einmal um den Emporenteil vergrößert worden, wobei sie einen rückwärtigen Eingang erhielt und die beiden seitlichen Türen zugesetzt wurden.
Die Kirche hat einen Chor, der nach einem Joch dreiseitig geschlossen ist. Das Langhaus gliedern drei Fensterachsen. Ein massiver Kirchturm erhebt sich im nördlichen Chorwinkel. Im Untergeschoss befand sich ursprünglich unter einem Kreuzrippengewölbe die Sakristei. Sie war sehr klein und eng, so dass 1803 auf der gegenüberliegenden Seite eine geräumigere Sakristei angebaut wurde.

## Ausstattung
Der gesamte elegante Stuck der Kirche dürfte von Johann Sigmund Hitzelberger stammen. Seine Signatur findet sich auf einer Stuckvase. Von den beiden Deckenfresken, die der Pfrontener Franz Sales Stapf (1743–1810) im Jahre 1781 gemalt hat, ist nur noch die Krönung Mariens im Chor erhalten. Sein Fresko im Langhaus wurde 1897 vom Pfrontener Karl Keller (1825–1904) durch eine Himmelfahrt Mariens übermalt. Auch dieses Gemälde wurde später übertüncht, ist aber inzwischen wieder freigelegt worden.
Schon zuvor, 1835, hatte sich der Zeitgeschmack stark verändert. In einem Schreiben an das Landgericht Füssen berichtet die Gemeindeverwaltung Pfronten, dass in der Steinacher Kirche „die Gemälde verdorben seien, das Ganze ziemlich unanständig und verdorben aussehen würde und erhebliche Reparaturen sowohl am Altar und den Gemälden vorgenommen werden müssten.“ So kam es 1835 zur Neukonstruktion des Hauptaltares durch den Pfrontener Maler und Bildhauer Franz Osterried (1808–1863). Von ihm stammte auch das Altarblatt, das den Hl. Michael darstellte. Bereits ein Jahr später sind von Osterried auch die beiden Seitenaltäre neu gestaltet worden.
Der Hochaltar von Osterried stand aber nicht lange in St. Michael. 1898 beschaffte der Pfrontener Pfarrherr Dr. Ludwig Kohnle (1856–1930) in München einen Neurokoko-Hochaltar. Außerdem erwarb er eine Pietà, die um 1500 in Unterfranken oder am Mittelrhein gefertigt wurde und die noch die Originalfassung trägt. Die Pietà wurde anstelle eines Altarbildes aufgestellt.
Der Steinacher Hochaltar ist noch ein weiteres Mal ausgewechselt worden. Das Bayerische Nationalmuseum besaß einen prächtigen Rokokoaltar, der aus der 1899 abgebrochenen Kapelle St. Johannes Nepomuk in Immenstadt stammte. Er wurde 1975 als Dauerleihgabe nach Steinach gebracht und bringt nun „durch seine stark ausschwingende Kontur, mit vorgestellten Freisäulen, große Bewegheit“ in den Kirchenraum (Konrad-Schröppel). Wer diesen Altar hergestellt hat, lässt sich nicht einwandfrei klären. Wahrscheinlich wurde er von einem Oberallgäuer Schreiner gefertigt, denn die Altarplastik (Krönung Mariens durch die Heiligste Dreifaltigkeit) lässt sich zweifelsfrei der Hindelanger Eberhard-Werkstatt zuordnen. Im Aufbau ist der Altar aber eng verwandt mit einem kleineren Altar in Tannheim-Berg, der dem Pfrontener Bildhauer Joseph Stapf zugeschrieben wird. Das nährt die Vermutung, dass der jetzige Hochaltar in St. Michael seine Wurzeln auch in Pfronten hat.
Die beiden Seitenaltäre des Franz Osterried wurden 1947 ebenfalls entfernt und magazinisiert. An ihrer Stelle wurden an der Wand links die 1898 erworbene Pietà angebracht und rechts der Hl. Johannes Nepomuk, der zusammen mit dem Hochaltar aus Immenstadt nach Pfronten kam.
Noch aus der vorbarocken, alten Kirche stammt ein spätgotischer Hl. Michael mit Schwert und – als Seelenwäger – mit der Waage. Diese Figur bildet nun im Hochaltar das Zentrum der Kirche, deren Patron er ist. 1708 hat das Bildnis Johann Georg (Hansjörg) Stapf (1652–1731) aus Pfronten neu gefasst.
An den Wänden des Chores hängen zwei weitere wertvolle Figuren, links ein Hl. Johannes der Täufer und ihm gegenüber ein Hl. Magnus. Beide Figuren wurden auf Grund einer Signatur im Rücken des Hl. Johannes dem Johann Sigmund Hitzelberger zugeschrieben. Die Buchstaben „JH“ kennzeichnen hier aber als Bildhauer den Johann Hops, dem die beiden Kunstwerke stilistisch einwandfrei zugeschrieben werden können. Von Hitzelberger tatsächlich geschnitzt ist dagegen wohl ein Kruzifix an der Südwand des Schiffes.
Zu erwähnen sind noch zwei sehr alte Glocken. Eine kleinere aus der 1. Hälfte des 14. Jahrhunderts hängt nun im Dachreiter von St. Koloman in Pfronten-Ösch. Sie ist die älteste Kirchenglocke im Altlandkreis Füssen. Rund 100 Jahre jünger ist die andere Glocke mit einer romanisierenden Kreuzigungsgruppe.